# Rio Bom
Rio Bom ist ein brasilianisches Munizip im Bundesstaat Paraná. Es hat 3197 Einwohner (2022), die sich Rio-Bonenser nennen. Seine Fläche beträgt 178 km². Es liegt 661 Meter über dem Meeresspiegel.

## Etymologie
Der Name stammt von der Companhia Rio Bom, die das Land im Gebiet von Ivaí und seinem linken Nebenfluss Rio Bom erschlossen und die Stadt gegründet hat.

## Geschichte

### Besiedlung
Die Geschichte der Stadt Rio Bom beginnt um 1933, als die Landerschließungsgesellschaft Rio Bom mit der Urbarmachung des Gebiets und dem Bau von Straßen anfing. Nach und nach entstand eine Siedlung mit Einwanderern aus Minas Gerais, São Paulo und Rio Grande do Sul sowie mit Familien vorwiegend portugiesischer, spanischer und italienischer Herkunft.
Auf dem Weg zum Status eines Munizips hat das Gebiet Höhen und Tiefen erlebt. Im Jahr 1948 wurde es zum Gerichtsbezirk der Gemeinde Apucarana erhoben. Im Jahr 1951 wurde das Munizip Rio Bom gegründet. Zwei Jahre später verlor es diesen Status wieder und wurde Teil von Araruva, dem heutigen Marilândia do Sul. Nach einigem Hin und Her wurde Rio Bom wieder von Marilândia do Sul abgetrennt und 1964 erneut in den Rang einer Gemeinde erhoben. 
Die Gemeinde erreichte bis zu 12.000 Einwohner: Der schwarze Frost (portugiesisch: geada negra) von 1975, der die Kaffeeplantagen der gesamten nördlichen Region von Paraná heimsuchte, zwang viele Familien zur Abwanderung in profitablere Regionen wie São José dos Campos im Staat São Paulo.

### Erhebung zum Munizip
Rio Bom wurde durch das Staatsgesetz Nr. 4859 vom 28. April 1964 in den Rang eines Munizips erhoben und am 13. Dezember 1964 als Munizip installiert.

## Geografie

### Fläche und Lage
Rio Bom liegt auf dem Terceiro Planalto Paranaense (der Dritten oder Guarapuava-Hochebene von Paraná) auf 23° 45′ 43″ südlicher Breite und 51° 24′ 39″ westlicher Länge. Seine Fläche beträgt 178 km². Es liegt auf einer Höhe von 661 Metern.

### Vegetation
Das Biom von Rio Bom ist Mata Atlântica.

### Klima
In Rio Bom herrscht gemäßigt warmes Klima. Rio Bom hat eine erhebliche Menge an Niederschlägen zu verzeichnen. Das gilt auch für den trockensten Monat. Die Klimaklassifikation nach Köppen und Geiger lautet Cfa. Im Jahresdurchschnitt liegt die Temperatur bei 20,6 °C. Innerhalb eines Jahres gibt es 1730 mm Niederschlag.

### Gewässer
Das Munizip liegt im Einzugsgebiet des Ivaí an seinem rechten, nördlichen Ufer. Dessen Nebenfluss Rio Bom bildet die westliche Grenze des Munizips.

### Straßen
Rio Bom ist über die PR-539 mit Marilândia do Sul im Osten und mit Apucarana im Norden verbunden. 

### Nachbarmunizipien
|                | Apucarana                                   |                   |
| Novo Itacolomi | Kompassrose, die auf Nachbargemeinden zeigt | Marilândia do Sul |
| Borrazópolis   |                                             | Faxinal           |

## Stadtverwaltung
Bürgermeister: Moisés José de Andrade, PSD (2021–2024)
Vizebürgermeister: Anizio Marcelino Dos Santos, PTB (2021–2024)

## Demografie

### Bevölkerungsentwicklung
| Jahr | Einwohner | Stadt | Land |
| ---- | --------- | ----- | ---- |
| 1970 | 10.272    | 15 %  | 85 % |
| 1980 | 5.015     | 31 %  | 69 % |
| 1991 | 4.197     | 41 %  | 59 % |
| 2000 | 3.546     | 59 %  | 41 % |
| 2010 | 3.334     | 60 %  | 40 % |
| 2021 | 3.197     |       |      |

Quelle: IBGE (2011) und Volkszählung 2022

### Ethnische Zusammensetzung
| Gruppe *    | 1991    | 2000    | 2010    | wer sich als …                                                                   |
| ----------- | ------- | ------- | ------- | -------------------------------------------------------------------------------- |
| Weiße       | 76,8 %  | 77,5 %  | 67,5 %  | weiß bezeichnet                                                                  |
| Schwarze    | 7,7 %   | 1,3 %   | 2,1 %   | schwarz bezeichnet                                                               |
| Gelbe       | 1,7 %   | 0,4 %   | 2,6 %   | von fernöstlicher Herkunft wie japanisch, chinesisch, koreanisch etc. bezeichnet |
| Braune      | 13,7 %  | 20,8 %  | 27,9 %  | braun oder als Mischung aus mehreren Gruppen bezeichnet                          |
| Indigene    | 0,0 %   | 0,0 %   | 0,0 %   | Ureinwohner oder Indio bezeichnet                                                |
| ohne Angabe | 0,0 %   | 0,0 %   | 0,0 %   |                                                                                  |
| Gesamt      | 100,0 % | 100,0 % | 100,0 % |                                                                                  |

*) Das IBGE verwendet für Volkszählungen ausschließlich diese fünf Gruppen. Es verzichtet bewusst auf Erläuterungen. Die Zugehörigkeit wird vom Einwohner selbst festgelegt.
Quelle: IBGE (Stand: 1991, 2000 und 2010)

## Wirtschaft
Die Wirtschaft der Gemeinde Rio Bom stützt sich auf den Primärsektor Landwirtschaft und Viehzucht. In der Gemeinde gibt es einige, meist kleine Gewerbebetriebe, wie z. B. die Möbel- und Holzindustrie, die verarbeitende Industrie und die Bekleidungsindustrie. Die kommerziellen Aktivitäten werden durch kleine Läden, Bars, Lebensmittelgeschäfte und andere durchgeführt.